# Dla Rozwoju Łotwy
Dla Rozwoju Łotwy (łot. Latvijas attīstībai, LA) – łotewska centroprawicowa, pozaparlamentarna partia polityczna o profilu liberalnym. Na szczeblu europejskim należy do Partii Porozumienia Liberałów i Demokratów na rzecz Europy. Od 2017 reprezentowana w samorządzie miasta Rygi, zaś w latach 2018–2022 w Sejmie XIII kadencji. 

## Historia
Partia powstała na bazie założonego w 2012 r. stowarzyszenia o profilu konserwatywno-liberalnym o nazwie „Latvijas attīstībai”. Na zgromadzeniu założycielskim w grudniu 2013, w którym wzięło udział 214 delegatów, na jej przewodniczącego został wybrany założyciel stowarzyszenia – były lider Nowej Ery oraz premier i minister finansów Łotwy Einars Repše. W skład nowego ugrupowania weszli także Edgars Jaunups, były dyrektor Łotewskiej Opery Narodowej Andrejs Žagars, poseł „Zgody” na Sejm Vladimirs Reskājs, a także były sekretarz stanu w Ministerstwie Gospodarki Juris Pūce. Nieco później dołączył były minister spraw zagranicznych i europoseł Rihards Pīks. Za priorytety działalności partii Einārs Repše uznał rozwój gospodarczy i bogactwo Łotwy, krytykując stagnację, która miała miejsce za rządów Valdisa Dombrovskisa. Celem nowej partii miało być wprowadzenie do polityki profesjonalistów, technokratów i menadżerów, a także stworzenie nowej jakości w życiu politycznym. Wcześniej założyciele „Latvijas attīstībai” wielokrotnie krytykowali działalność Jedności, która powstała z liberalnej Nowej Ery.
Początkowo partia nie odnosiła sukcesów w wyborach. W wyborach do Parlamentu Europejskiego w 2014 roku głosowało na nią 2,12% wyborców, zaś w wyborach do Sejmu 0,89%. Dopiero w wyborach do rady miejskiej Rygi w czerwcu 2017 partia zdobyła w koalicji z Łotewskim Zjednoczeniem Regionów 13,66% głosów i dziewięć mandatów. Partia sytuowała się w opozycji wobec rządów Nilsa Ušakovsa.
Przez szereg lat na czele partii stał Juris Pūce. W wyborach parlamentarnych w 2018 partia zamierzała startować wraz z socjalliberalnym ugrupowaniem Par!, w tym celu powołano koalicję Dla Rozwoju/Za!. Ostatecznie w wyborach z jesieni 2018 roku na liberalną koalicję zagłosowało 12,04% wyborców, co dało trzynaście mandatów w Sejmie. Ugrupowanie Dla Rozwoju Łotwy weszło w skład rządu Krišjānisa Kariņša, delegując do niego dwóch ministrów. Latem 2020 roku liberalny sojusz, w koalicji z lewicową partią Postępowi, wygrał wybory samorządowe w Rydze. Nowym merem miasta został polityk bratniej partii liberalnej Mārtiņš Staķis. 
Liberalna koalicja AP! wzięła również udział w wyborach jesienią 2022 roku, uzyskując w nich 4,97% głosów. W związku z tym nie wprowadziła do Sejmu swoich posłów. 
Obecnie przewodniczącym ugrupowania Dla Rozwoju Łotwy jest Juris Pūce, a funkcję jego zastępców pełnią europoseł Ivars Ijabs i były minister obrony Artis Pabriks.